# Scaptomyza bryani
Scaptomyza bryani är en tvåvingeart som först beskrevs av Wirth 1952.  Scaptomyza bryani ingår i släktet Scaptomyza och familjen daggflugor. Inga underarter finns listade i Catalogue of Life.